# EWHL Super Cup 2020/21
Der EWHL Super Cup 2020/21 war die zehnte Austragung des EWHL Super Cups. Der Wettbewerb im Fraueneishockey wurde von der European Women’s Hockey League (EWHL) organisiert. Aufgrund der COVID-19-Pandemie wurde der Wettbewerb abgebrochen.

## Modus und Teilnehmer
Die zwölf teilnehmenden Mannschaften spielen in drei Gruppen aufgeteilt jeweils in einer Einfachrunde Jeder gegen jeden. Für einen Sieg gab es drei Punkte; für einen Sieg nach Verlängerung (Sudden Victory Overtime) oder Penaltyschießen bekam der Sieger zwei Punkte, der Verlierer einen.
Für das Finalturnier des Super Cups qualifizierten sich vier Mannschaften – jeweils die Gruppenersten sowie der beste Gruppenzweite.

## Vorrunde

### Gruppe A
Teilnehmer
- ZSC Lions
- ECDC Memmingen
- KMH Budapest
- Aisulu Almaty

Aufgrund von COVID-19-Beschränkungen wurde nur eine einzige Partie ausgetragen.
- KMH Budapest - Aisulu Almaty 3:1 (2:1, 1:0, 0:0)

### Gruppe B
| Pl. |                          | Sp | S | OTS | OTN | N | Tore | Punkte |
| --- | ------------------------ | -- | - | --- | --- | - | ---- | ------ |
| 1.  | ESC Planegg              | 3  | 3 | 0   | 0   | 0 | 14:3 | 9      |
| 2.  | ŠKP Bratislava           | 3  | 2 | 1   | 0   | 0 | 9:8  | 6      |
| 3.  | DEC Salzburg Eagles      | 3  | 0 | 2   | 1   | 0 | 4:12 | 2      |
| 4.  | Neuchatel Hockey Academy | 3  | 0 | 2   | 0   | 1 | 6:10 | 1      |

### Gruppe C
Teilnehmer
- ERC Ingolstadt
- EHV Sabres Wien
- MAC Budapest
- Silesian Metropolis Katowice

Aufgrund von COVID-19-Beschränkungen wurde keine einzige Partie ausgetragen.